# 聯合国占領軍の占領目的に有害な行為に対する処罰等に関する勅令
聯合国占領軍の占領目的に有害な行為に対する処罰等に関する勅令（れんごうこくせんりょうぐんのせんりょうもくてきにゆうがいなこういにたいするしょばつとうにかんするちょくれい、昭和21年勅令第311号）は、連合国軍占領下の日本において、連合国軍最高司令官総司令部（GHQ）の占領目的に有害な行為の処罰等について定めた勅令。いわゆるポツダム命令の一つである。当時はその法令番号から勅令第311号又は勅令311号と呼ばれていた。

## 沿革
日本の降伏の際、日本国政府が調印した降伏文書において、天皇及び日本国政府の有している統治権は連合国最高司令官（SCAP）の制限の下に置かれ、かつ、天皇及び日本国政府はポツダム宣言の内容を実施するために必要なSCAP等が要求する一切の命令を発し、一切の措置を行うことを約した。これによって、日本国の統治は日本国政府が行うものの、SCAPの命令は日本国政府を絶対的に拘束し（間接統治）、日本国政府はあらゆる手段をもって当該命令を実現しなければならない義務を負うことになった。
そのような義務を負った日本国政府としては、これを遵守徹底するため、SCAPの要求に従い、占領目的に有害な行為を行った者を厳しく取り締まる必要があった。ただ、その取締りに当っては、罪刑法定主義との関係から、これを処罰する根拠が必要であった。この点、本令制定前には、「ポツダム」宣言ノ受諾ニ伴ヒ発スル命令ニ関スル件（昭和20年勅令第542号）により、SCAPの要求を実施するために特に必要な場合には罰則を定めることができるとされ、かつ、それは法律に限らず命令（勅令・閣令・省令）をもって定めることが可能と条件が緩和されていたものの、いずれにせよ何らかの方法で「定める」必要があった。
○勅令第五百四十二號
政府ハ「ポツダム」宣言ノ受諾ニ伴ヒ聯合國最高司令官ノ爲ス要求ニ係ル事項ヲ實施スル爲特ニ必要アル場合ニ於テハ命令ヲ以テ所要ノ定ヲ爲シ及必要ナル罰則ヲ設クルコトヲ得
当該勅令に基づいて数多くの罰則が定められたが、あくまで処罰の対象は事前に罰則が定められていたものに限定されていたので、SCAPから特定の行為を処罰するよう要求されても、その時点では当該行為に対する罰則を制定していなかったため、日本国政府では対応不可能といった事態が生じていた。このような事態は、SCAPの要求が実現されず、その実効性が失われることと同義であり、欠陥があるとみなされた。
そこで、SCAPは、1946年（昭和21年）2月19日付けで「刑事裁判権の行使に関する覚書」（SCAPIN-756）を発し、これを受けた日本国政府は同年5月15日に刑事裁判権等の特例に関する勅令（昭和21年勅令第274号）を定めたが、GHQとしては、この勅令は覚書の要求の趣旨を充足するものではないと考えていた。そこで、占領目的に有害な行為に「罰則の絨毯を敷く」ことで網羅的な処罰を可能とするため、同年5月17日、GHQは本令の原案を日本国政府に示し、1週間以内に制定・公布するように命じた。
後述のように、本令は日本の既存の法体系とは相容れない要素が多かったことから、当時の法制局や司法省が強い抵抗を示したが、GHQの法務局（LS）が一切譲らなかったため、結局のところ草案を丸呑みし、本令が制定されることとなった。
つまり、本令は、連合国占領軍の占領目的に有害な行為について一般的・抽象的な罰則を定め、これによってSCAPの要求に答えることを目的とした勅令である。

## 内容
本令は、題名にある占領目的に有害な行為の処罰のほか、当該行為についての起訴法定主義、連合国人等に対する裁判権の制限等について定めていた。なお、これらの規定いずれについても、不明瞭な点については連合国占領軍と緊密な連絡を取り合い、了解を取って運用すべきものと考えられていた。

### 占領目的に有害な行為の処罰
沿革のとおり、占領目的に有害な行為を網羅的に処罰するため、次に掲げるように極めて抽象的な構成要件を定め（第2条第3項）、これに違反した者は10年以下の懲役若しくは75000円以下の罰金又は拘留若しくは過料に処された（第4条第1項）。
- SCAPの日本帝国政府に対する指令の趣旨に反する行為（指令違反[9]）
- 当該指令を施行するために、連合国占領軍の軍、軍団又は師団の司令官の発する命令の趣旨に反する行為（指令施行命令違反[9]）

これらの規定により、SCAPの指令が直接国内法的効力を有するようになったと解されている。また、単なる指令・命令違反ではなく、その趣旨に反する行為を処罰すると定めたことにより、その指令等の名宛人が日本国政府であって日本国民でなかったとしても、当該指令等の「趣旨」に日本国民が反したような場合には、直接日本国民を処罰することが可能となった。このことは、間接統治の原則に違背するものではないかとの疑問も呈されていた。
- 当該指令を履行するために、日本帝国政府の発する法令に違反する行為（管理法令違反[9]）

#### 罪刑法定主義との関係
ある行為を処罰するためには、実行前にその行為を罰する旨を法律で定めた上で、科される刑罰が具体的に定められている必要があり（罪刑法定主義）、不明確な刑罰の規定はこれに実質的に違反するとされている。本令は沿革のとおり、むしろ狙って一般的・抽象的な刑罰法規を定めていることから、團藤重光は、「ほとんど罪刑法定主義を抛棄するていどのものといつてよい」とまで評している。
日本国政府としても、本令をできる限り罪刑法定主義に反しないような形にするため、せめて国内で法制化されていない指令・命令で国民に関係のありそうなものについては、これを公示することとし、閣議決定を経て1946年（昭和21年）8月23日の官報に掲載したが、この公示には何らの法的効果もなく、ただ便宜のために過ぎなかった。つまり、公示されていない指令・命令であっても、その趣旨に違反した場合には本令違反となった。

### 起訴法定主義
占領目的に有害な行為の処罰については公訴を提起しなけばならないと定め、かつ、公訴の取消しは連合国軍事占領裁判所に管轄が移された場合においてのみ認めると定めた。これにより、当時の刑事訴訟法（大正11年法律第75号）上の原則である起訴便宜主義を否定し、起訴法定主義を採用した（第2条第1項）。これは、GHQの法務局（LS）が、起訴の裁量権を検事に与えることで、連合国側に好意を持たない検事が、占領目的に有害な行為を全て不起訴にする等、裁量権を濫用するおそれがあると考えたためとされる。
これに違反して公訴を提起しなかったり、日本側裁判所における公訴を取り消した検事は、本令に違反したものとして罰せられるものと考えられていたが、検事一体の原則の下で誰が責任を負うのかについては問題があるとされていた。

#### 実際の運用
起訴法定主義の最大の問題は、起訴猶予処分を行うことができないことであった。当時の刑事訴訟法は、仮に公訴が提起できる場合であっても、犯人の年齢、犯罪の情状等により不起訴処分とすることができた。本令の下ではこのような裁量権が無いことから、どのような情状であっても必ず起訴しなければならないことになる。
○刑事訴訟法（大正11年法律第75号）
第二百七十九條　犯人ノ性格、年齢及境遇竝犯罪ノ情状及犯罪後ノ情況ニ因リ訴追ヲ必要トセサルトキハ公訴ヲ提起セサルコトヲ得
しかし、本令制定前の日本側とGHQの交渉によって、実際には法文上の表現とは異なり、検察官が不起訴相当ではないかと考える場合には、連合国軍の地方軍政部に照会し、地方軍政部がその年齢、境遇、情状等を考慮してこれを不起訴すべきとの指示を行い、検察官はこれに従って起訴猶予処分を行うことが認められていた。
特に後述するように、1947年（昭和22年）8月25日から連合国占領軍財産等収受所持行為が日本側の裁判権に服するのに際しては、GHQから、当該行為を処罰する目的は大きな闇市等の撲滅であるから、キャンディを1つ持っているような軽微な事件は手心を加えて処分しないよう求められる等、むしろGHQ側から裁量による起訴猶予処分を活用するよう求められており、同月27日には、GHQの法務局（LS）了承の下で、司法省刑事局から全国の検察官に対し、連合国占領軍財産等収受所持行為については従来どおり起訴猶予処分が認められるので、現地占領軍当局とよく相談すべき旨の通牒が発出されている。

### 裁判権の制限
次の罪については連合国側で裁判を行わせるため、日本側では公訴を提起しないものと定めた。
- 連合国人（法人を含む）の犯した罪（第1条第1号）
- 連合国占領軍・将兵・連合国占領軍に附属随伴する者の安全に対し有害な行為（第1条第2号）
- 連合国占領軍の将兵・連合国占領軍に附属随伴する者を殺害・暴行する行為（第1条第3号）
- 連合国占領軍・将兵・連合国占領軍に附属随伴する者の財産を不法に所持・取得・受領・処分する行為（第1条第4号、連合国占領軍財産等収受所持行為[6]）

本号は、1946年（昭和21年）6月27日付け「「刑事裁判権の行使」の修正に関する覚書」（SCAPIN-1740）により、連合国占領軍財産等収受所持行為の裁判権を日本側に移管する指令が発出されたことを受け、1947年（昭和22年）8月25日に、昭和二十一年勅令第三百十一号（昭和二十年勅令第五百四十二号ポツダム宣言の受諾に伴い発する命令に関する件に基く連合国占領軍の占領目的に有害な行為に対する処罰等に関する勅令）の一部を改正する政令（昭和22年政令第166号）により削除され、当該行為は日本側の裁判権に服するようになった。
なお、本号の削除、つまり日本側に裁判権が移管されるのと同時に、連合国占領軍、その将兵又は連合国占領軍に附属し若しくは随伴する者の財産の収受及び所持の禁止に関する政令（昭和22年政令第165号）を発して処罰の実体法規を定め、構成要件の明確化を図った。
- 連合国占領軍・SCAP・権限のある部下によって捜索されている者の逮捕を妨げ、拘禁されている者の逃走を容易にさせる行為（第1条第5号）
- 連合国占領軍・将兵・連合国占領軍に附属随伴する者の職務を妨害する行為・要求する情報の提供を拒絶する行為・虚偽や誤解を招く申述・欺罔行為（第1条第6号）
- SCAP又はその命令によって解散させられ、又は非合法であると宣告された団体の為にする行為・それを支援する行為（第1条第7号）
- 第1号から第7号までの行為の共謀・教唆・幇助（第1条第8号）

## 全部改正
本令は、1950年（昭和25年）、占領軍要員以外で日本に在住する連合国人に日本国の裁判権が及ぶこととなったことに伴い、同年11月1日付けで全部改正され、占領目的阻害行為処罰令（昭和25年政令第325号）となった。